# DSK Shivajians Football Club
Il DSK Shivajians Football Club è una società di calcio indiana, con sede a Pune. Milita nella I-League

## Storia
Il club fu fondato nel 1987 e nel 1989 cominciò a giocare nella Pune Super Division, il campionato della città di Pune, nel distretto di Maharashtra.
Nel 2013 il club hanno annunciato l'intenzione di partecipare alla I-League, il campionato di massima divisione di calcio in india. Tuttavia il 25 gennaio è stato annunciato che invece dell'immissione diretta, avrebbe dovuto partecipare e finire in uno dei primi due posti dell'I-League 2nd Division 2013 e ottenere così la promozione in I-League.
A seguito dell'uscita di Pune e Bharat viene annessa all'I-League 2015-2016 dove si classifica ultima.

## Organico

### Rosa 2017
| N. |                                 | Ruolo | Calciatore            |
| -- | ------------------------------- | ----- | --------------------- |
| 1  | India (bandiera)                | P     | Subrata Pal           |
| 2  | India (bandiera)                | D     | Nirmal Chettri        |
| 3  | India (bandiera)                | D     | Ricky Lallawmawma     |
| 4  | Bosnia ed Erzegovina (bandiera) | D     | Saša Kolunija         |
| 5  | India (bandiera)                | D     | Gouramangi Singh      |
| 6  | Irlanda (bandiera)              | C     | Shane McFaul          |
| 7  | India (bandiera)                | A     | Lallianzuala Chhangte |
| 8  | India (bandiera)                | C     | Jerry Mawihmingthanga |
| 9  | Corea del Nord (bandiera)       | A     | Kim Seng-yong         |
| 10 | Spagna (bandiera)               | C     | Juan Quero            |
| 11 | India (bandiera)                | A     | Holicharan Narzary    |
| 12 | India (bandiera)                | C     | Sanju Pradhan         |
| 13 | India (bandiera)                | P     | Abhishek Das          |
| 14 | India (bandiera)                | D     | Jerry Lalrinzuala     |
| 15 | India (bandiera)                | C     | Rohit Kumar           |
| 16 | India (bandiera)                | A     | Naro Hari Shrestha    |
| 17 | India (bandiera)                | C     | K. Lalthathanga       |

| N. |                  | Ruolo | Calciatore           |
| -- | ---------------- | ----- | -------------------- |
| 18 | India (bandiera) | D     | Lalnunsiama          |
| 19 | India (bandiera) | D     | Sairaut Kima         |
| 20 | India (bandiera) | D     | Mohammad Sajid Dhot  |
| 21 | India (bandiera) | C     | Biaklain Paite       |
| 22 | India (bandiera) | D     | Amey Ranawade        |
| 23 | India (bandiera) | C     | Vanlalremkima        |
| 24 | India (bandiera) | A     | Lalawmpuia           |
| 25 | India (bandiera) | C     | Milan Singh          |
| 26 | India (bandiera) | A     | Sumeet Passi         |
| 27 | India (bandiera) | P     | Soram Anganba        |
| 29 | India (bandiera) | C     | Seityasen Singh      |
| 30 | India (bandiera) | A     | Pranjal Bhumij       |
| 38 | India (bandiera) | D     | Kamlesh Nadar        |
| 41 | India (bandiera) | P     | Rakshit Dagar        |
| 42 | India (bandiera) | D     | Maan Singh           |
| 43 | India (bandiera) | C     | Lalhriatpuia Changte |
|    | India (bandiera) | A     | Arif Shaikh          |